# Theo Schuster (Verleger)
Theo Schuster (* 23. Mai 1931 in Leer (Ostfriesland); † 4. Januar 2016 ebenda) war ein norddeutscher Verleger. Neben seinem Verlag Schuster in Leer betrieb er bis zu seinem Tod zusammen mit seiner Frau auch die größte Buchhandlung Leers, die sein Vater Theodor Schuster 1929 gegründet hatte.

## Anfänge
Seit Mitte der 1960er-Jahre arbeitete Schuster, der zunächst eine Buchhändlerlehre gemacht hatte, auch als Verleger niederdeutscher Literatur. Zunächst machten auch Sprechplatten, wie die ambitionierte Reihe Niederdeutsche Stimmen, einen großen Teil des Verlagsprogramms aus. Mehr und mehr verschob sich der Schwerpunkt auf die niederdeutschen Buchveröffentlichungen.

## Wissenschaftliche Kooperation
Schuster und sein Verlag arbeiten eng mit dem Bremer Institut für niederdeutsche Sprache zusammen und betreuen auch dessen Buchveröffentlichungen, darunter Standardwerke wie plattdeutsche Wörterbücher oder die erste niederdeutsche Grammatik.

## Auszeichnungen
1976 bekam Theo Schuster den Quickborn-Preis verliehen. Für seine regionalsprachliche verlegerische Tätigkeit wurde er 1997 mit dem Keerlke-Preis des Vereins Oostfreeske Taal (Ostfriesische Sprache) ausgezeichnet.
Im Jahr 2000 erhielt Schuster den Fritz-Reuter-Preis der Alfred-Toepfer-Stiftung. Theo Schuster habe als „Verlegerpersönlichkeit und somit als Anreger, Förderer, Herausgeber, volkskundlicher Sammler und kritischer Lektor die norddeutsche Kultur in mehr als drei Jahrzehnten mitgestaltet“, hieß es in der Kuratoriumsbegründung.
Im Jahr 2002 wurde sein Verlag als erster mit ausschließlich niederdeutschem Verlagsprogramm mit dem Niedersächsischen Verlagspreis ausgezeichnet. Das Engagement von Theo Schuster sei „nicht hoch genug zu schätzen“, sagte der damalige niedersächsische Kultusminister Thomas Oppermann im Zusammenhang mit der Verleihung durch das Land Niedersachsen. Die Laudatio hielt der Publizist und Schriftsteller Siegfried Kessemeier.
Schuster war zudem 2005 der erste Preisträger der Auszeichnung Plattdeutsches Buch des Jahres der Carl-Toepfer-Stiftung Hamburg. Das gewürdigte Buch Anscheten, Herr Pastor! sei ein Ergebnis leidenschaftlich betriebener volkskundlicher Forschung und Sammlung niederdeutscher Sagewörter und verlegerischer Sorgfalt des Autors. Die Ostfriesische Landschaft hat den Verleger darüber hinaus mit der Ubbo-Emmius-Medaille für seine Verdienste um die Region ausgezeichnet.
Seine Heimatstadt Leer verlieh Theo Schuster im Jahr 2010 den Wilhelmine-Siefkes-Preis für die Förderung plattdeutscher Literatur, da sich Schuster „als Sammler, Bearbeiter und Herausgeber von Volkspoesie und -prosa, als Lektor und Verleger um die plattdeutsche Sprache und Literatur in besonderer Weise verdient gemacht und damit Kulturgeschichte bewahrt“ habe, wie es in der Preisbegründung hieß.

## Tochter
Theo Schusters Tochter Imke Schuster ist ebenfalls Buchhändlerin und leitete in Berlin eine Buchhandlung, die sich ausschließlich mit ihrer Stadt beschäftigt (berlinstory) und die 2004 während der Zeit ihrer Geschäftsführung den Preis Buchhandlung des Jahres der Zeitschrift BuchMarkt gewann.

## Verlag und Buchhandlung heute
Buchhandlung und Verlag Schuster Leer bestehen auch nach Theo Schusters Tod weiter. Der Verlag veröffentlicht im Wesentlichen ostfriesische Regionalia.